# Bratovština sv. Jeronima za pomoć hrvatskim izbjeglicama
Bratovština sv. Jeronima za pomoć hrvatskim izbjeglicama (1945. – 1957.) bila je hrvatska dobrotvorna crkvena ustanova nepolitičke naravi.
Ime je dobila po povjesnoj bratovštini sv. Jeronima u Rimu koja je postojala od 1453. sve do 1901. kad je prerasla bulom pape Lava XIII. Slavorum gentem u Papinski hrvatski zavod svetog Jeronima.
Utemeljila ju je 19. srpnja 1945. godine skupina Hrvata iz Rima iz redova svećenstva i svjetovnog ljudstva. Na osnivačkoj su skupštini nazočili: Juraj Magjerec, Stjepan Krizin Sakač, Krunoslav Draganović, Karlo Balić, Ivica Elijaš, Krsto Spalatin, Antun Golik, Nikola Mandić, Jozo Kljaković, Slaviša Bošnjak, Jurić, dr. Murgić, Govorčin, Ratarić, Šuljak, Šutej, Ajdučić, Marko Rusko, Naletilić, Čapkun, Furčić, dr. Lacković, Vukina, dr. Šojat, dr. Dubravčić.
Ustanova je utemeljena pri Papinskom hrvatskom zavodu Sv. Jeronima u Rimu.
Bratovština je pomagala hrvatske izbjeglice koji su prognani, predbjegli, izbjegli i pobjegli u Italiju prije i tijekom sloma NDH 1945. godine. Izbjeglicama su pružali duhovnu, materijalnu i pravnu pomoć. Rektor Zavoda Mađerec zapisao je kako je 28. svibnja 1945. održan sastanak na kojem se imalo pretresti goruće pitanje pomaganja i smještavanja brojnih Hrvata, koji su u zadnje vrijeme napustili svoju nesretnu domovinu, okupiranu po partizanima maršala Tita. Nazočni na sastanku imali su zamisao za ovakav sastav odbora Bratovštine na osnivačkoj skupštini: za predsjednika mons. Magjerec, za potpredsjednik prof. Joza Kljaković, za prvog tajnika dr. Krunoslav Draganović, za drugog tajnika dr. Niko Mirošević, za blagajnika o. Stanko Naletilić, za odbornike gospoda Marko Rusko, Krsto Spalatin, Ivica Elijaš, nadzorni odbor o. dr. Dominik Mandić (ili mons. Nikola Moscatello) i dr. Poduje.
Bratovština je važila kao Hrvatsko povjerenstvo pred savezničkim i talijanskim vlastima. Funkcionirala je kao ustanova koje je s njima službeno kontaktirala kao priznati predstavnik hrvatskih izbjeglica.
Duhovno se skrbila o izbjeglicama tako što je slala svećenike iz Papinskog hrvatskog Zavoda kod njih u logore, gdje su svraćali ili stalno boravili kod njih. Pored pomoći u duhovništvu, pomagala ih je literaturom, tiskajući za izbjeglice kalendare, molitvenike, Novi zavjet, pjesmarice i prigodne brošure.
Materijalnu potporu za svoj rad Bratovština je nabavljala na razne načine. Izvori su bili članarina, pomoć katoličkih dobrotvornih ustanova, prilozi hrvatskih emigranata iz SAD-a i Južne Amerike te od same Svete Stolice.
Znajući što se dogodilo brojnim Hrvatima u vrijeme poraća, kao i za jugoslavenski teror nad narodom po staljinističkom uzoru, ustanova se borila protiv toga da se hrvatske izbjeglice izruče Jugoslaviji. 
Bratovština je spasila preko 20.000 hrvatskih izbjeglica, najviše ih smjestivši u Argentinu. Osim što je sprječavala izručenja Jugoslaviji, pravnu pomoć je pružila tim izbjeglicama i pri odlasku s talijanskim i savezničkim vlastima, sastavljajući popise putnika u inozemstvo. Pomagala ih je u svezi s putovanjem pravno, pregovarajući s brodarskim društvima te financirala putovanje u prekomorje. Pravno je pomagala izbjeglice pregovarajući s useljeničkim povjerenstvima država primateljica i davateljica azila.
Kad je 1957. umro njen rektor i predsjednik mons. Juraj Magjerec, prestala je djelovati.
Bratovština formalno postoji i danas, jer nikad nije službeno ukinuta.